# Ablaze
Ablaze (ook bekend als Deadly Blaze) is een Amerikaanse thriller uit 2001. De film is geregisseerd door Jim Wynorski, en de hoofdrollen worden vertolkt door John Bradley, Ice-T en Tom Arnold.

## Verhaal
Brandweerman Jack Thomas belandt, na een klopjacht op een pyromaan, in het ziekenhuis. In de tussentijd is een undercoveragent bewijzen tegen de burgemeester aan het verzamelen in een nabijgelegen olieraffinaderij. Maar tijdens het lassen gaat het mis: de raffinaderij vliegt in brand, en bedreigt het ziekenhuis én de stad Los Angeles. Terwijl zijn collega's hard bezig zijn om het vuur te doven, wordt besloten om het gehele ziekenhuis te evacueren.
Jack Thomas, die in de tussentijd hersteld is van zijn verwondingen, biedt zich aan om de evacuatie te leiden. Tijdens deze race tegen de klok ontdekt Thomas dat zijn broer opgenomen is in het ziekenhuis; hij is stervende. Zijn broer overhandigt Thomas enkele documenten, die gebruikt kunnen worden in een rechtszaak tegen de burgemeester.
Terwijl zijn broer stervende is, is een andere vrouw aan het bevallen. Aangezien er weinig tijd over is, wordt er besloten tot een keizersnede. Het kind is amper ter wereld gekomen, als er in het ziekenhuis zelf ook brand uitbreekt. Met man en macht wordt er geprobeerd om alle patiënten naar een tentenkamp aan de rivier te brengen.
Tijdens deze overplaatsing wordt duidelijk dat de olieraffinaderij niet meer gered kan worden. De brandweerlieden die hiermee bezig waren, krijgen nu de opdracht om het ziekenhuis te verdedigen tegen de vlammenzee.
Als de evacuatie van de patiënten voltooid is, is het de beurt aan Thomas en de medische staf om het gebouw te verlaten. Maar daarvoor moet wel eerst een lange straat worden uitgelopen, waar diverse gebouwen al vlam gevat hebben.
Thomas' collega's zijn gelukkig op tijd gearriveerd, zodat ook de medische staf kan worden gered. Wanneer iedereen op een veilige locatie staat, ontstaat er een vlammenzee. Deze vernietigt het ziekenhuis compleet. Als de brand achter de rug is, wordt de burgemeester nog opgebeld: Hij hoeft zich niet meer zorgen te maken over de aankomende verkiezingen, alleen maar over de peperdure advocaten die hij nodig zal hebben.

## Rolverdeling
| Acteur           | Personage             |
| ---------------- | --------------------- |
| John Bradley     | Jack Thomas           |
| Tom Arnold       | Wendell Mays          |
| Ice-T            | Albert Denning        |
| Amanda Pays      | Jennifer Lewis        |
| Cathy Lee Crosby | Elizabeth Sherman     |
| Pat Harrington   | Stuart Ridgley        |
| Edward Albert    | Burgemeester Phillips |
| Michael Dudikoff | Daniels               |